# Dun & Bradstreet
Dun & Bradstreet ist eine Wirtschaftsauskunftei. Der Sitz des Unternehmens befindet sich im US-amerikanischen Jacksonville in Florida. Der Konzern beschäftigte Ende 2017 etwa 4.900 Mitarbeiter und betreute über 150.000 Kunden. In über 40 Ländern betreibt Dun & Bradstreet Partnerschaften mit regionalen Anbietern für Wirtschaftsinformationen.

## Geschäftsbereiche
- Einschätzung von Länderrisiken[2]
- Einschätzung von geschäftlichen Risiken
- Gewinnung potenzieller Neukunden
- Transparenz im strategischen Einkauf

Dun & Bradstreet bietet Unternehmen an, weltweit Firmendaten und Bewertungen zu ihren Kunden, Lieferanten oder potenziellen Geschäftspartnern abzurufen. Nach eigenen Angaben sind Informationen zu mehr als 170 Millionen Unternehmen in über 200 Ländern, darunter 4,5 Millionen Unternehmen in Deutschland abrufbar. Täglich werden weltweit 1,8 Millionen Angaben aktualisiert, davon 120.000 in Deutschland.
Zu den angebotenen Unternehmensinformationen zählen allgemeine Angaben zum Unternehmen (Umsatz, Mitarbeiterzahl, Branche), zur Geschäftsentwicklung oder zu Konzernverflechtungen. Außerdem wird das Zahlungsverhalten von Unternehmen beobachtet. Diese Informationen fließen in Insolvenzprognosen, Bonitätseinschätzungen und Kreditempfehlungen ein. Ebenfalls in den Unternehmensinformationen enthalten ist ein prognostiziertes Risiko, dass ein Unternehmen innerhalb der nächsten 12 Monate entweder insolvent wird oder seine Geschäftstätigkeit einstellt, ohne alle Gläubiger bezahlt zu haben. Dieser Wert basiert auf demografischen Daten, Finanzdaten und „Zahlungserfahrungen“.
Die Zuordnung aller Informationen zu erfassten Unternehmen erfolgt über die 1962 eingeführte D-U-N-S-Nummer. In Deutschland wird die D-U-N-S-Nummer unter anderem vom Verband der Automobilindustrie, vom Verband der Chemischen Industrie, von der Europäischen Kommission und von der ISO eingesetzt. Seit 2003 verlangt die amerikanische Bundesregierung, dass für sie tätige Unternehmen eine D-U-N-S-Nummer aufweisen müssen.

## Ländergesellschaften

### Deutschland
1937 übernahm die Auskunftei Schimmelpfeng die deutsche Tochtergesellschaft der R.G. Dun & Co. Nach dem Krieg gründete 1949 Dun & Bradstreet erneut eine deutsche Tochter als Dun Europa (ab 1960 als Dun & Bradstreet). Diese übernahm 1984 wiederum die Auskunftei Schimmelpfeng. Im Jahr 2004 übernahm Bonnier Business Information (heute Bisnode) die Geschäfte von Dun & Bradstreet in zehn europäischen Ländern als Franchise, darunter in Deutschland. Der Hauptsitz wurde von Frankfurt nach Darmstadt verlegt. Im Jahr 2013 wurde das Unternehmen mit der Bisnode Deutschland verschmolzen und die Marke Dun & Bradstreet einschließlich des Namens D&B Deutschland weitgehend vom Markt genommen. Die Produkte werden von Bisnode weiterhin angeboten. 2020 wird wiederum bekanntgegeben, dass Dun & Bradstreet die Bisnode-Gruppe vom bisherigen Eigentümer Ratos übernimmt.

### Schweiz
Die Schweizer Zentrale von Dun & Bradstreet befindet sich in Urdorf, weitere Filialen befinden sich in Lugano und Lausanne. 2013 fand eine Umbenennung zu Bisnode D&B statt; 2019 wurde Bisnode Schweiz mit Bisnode D&B fusioniert. Das Unternehmen tritt nun als Dun & Bradstreet Schweiz auf dem Schweizer Markt auf.

### Österreich
In Österreich ist Dun & Bradstreet seit 1977 mit einer eigenen Niederlassung vertreten. Der Firmensitz ist Wien. Auch hier fand im Jahr 2013 eine Umbenennung in Bisnode statt.